# Athemus kamjeensis
Athemus kamjeensis es una especie de coleóptero de la familia Cantharidae.

## Distribución geográfica
Habita en Bután.